# 피플 파워 혁명
피플 파워 혁명(영어: People Power Revolution)은 필리핀에서 1986년 페르디난드 마르코스 독재정권을 몰아낸 민주화 혁명이다.

## 배경

### 베니그노 아키노 2세의 죽음
1980년 미국에 망명했다가 1983년 조국인 필리핀으로 돌아온 베니그노 아키노는 비행기에서 내리자마자 정부에서 파견한 경호원이 지켜보는 가운데 머리에 총탄 세례를 맞고 사망하였다. 당시 저격범은 바로 경찰과 군인들에 의해 사살되었으며, 약 1년 후인 1984년 10월 중립조사위원회에 의해 군 참모총장 파비안 C. 베르 장군이 꾸민 군사적 음모로 판결되었다. 하지만 민중들은 베니그노 아키노가 마르코스 대통령 부부에게 지시받았던 암살자가 죽였다고 생각했다.

### 1986년 필리핀 대통령 선거
페르디난드 마르코스는 돌연히 조기선거를 발표한다. 베니그노 아키노 2세의 부인 코라손 아키노는 1986년 야당 단일 후보로 대통령 선거에 나섰지만 패배하였다. 마르코스 정부가 부정선거를 저질렀기 때문이었다.

## 시위
필리핀 민중들과 로마 가톨릭교회가 참여한 민주화 운동이 일어났다. 당시 로마 가톨릭교회에서는 단식투쟁으로써 마르코스 독재에 싸우는 비폭력 투쟁을 하였다.

## 결말
민중들이 코라손 아키노를 진정한 승자라고 요구한 결과 페르디난드 마르코스는 하와이로 망명하고 코라손 아키노가 6년 단임의 새 대통령으로 취임하였다.

## 이후
에드사 혁명 이후, 1998년 조지프 에스트라다가 대통령이 되고 부정부패로 인하여 국민들의 반감을 사자, 제2차 에드사 혁명이 일어나게 되었다. 2001년 4월 30일에는 제3차 EDSA 혁명이 일어났다. 결국 2001년 에스트라다가 축출되고 글로리아 마카파갈아로요가 대통령이 되었다. 그 결과 이 혁명을 끝으로 필리핀의 정권 교체가 이루어졌으며, 필리핀 대중의 힘 정권은 몰락하고 자유당 정권이 다시 들어서게 되었다.

## 같이 보기
- 1989년 혁명
- 6월 민주 항쟁
- 색깔 혁명
- 1998년 5월 인도네시아 폭동
- 1989년 천안문 사건